# Mahyadi Panggabean
Mahyadi Panggbean (Tapanuli Tengah, 8 gennaio 1982) è un calciatore indonesiano, centrocampista del Persela Lamongan.

## Caratteristiche tecniche
Esterno sinistro, può essere schierato anche come terzino sinistro.

## Carriera

### Club
Comincia a giocare al PSMS Medan. Nel 2008 si trasferisce al Persik Kediri. Nel 2010 passa allo Sriwijaya. Nel 2014 si accasa al Gresik United. Nel 2015 viene acquistato dal Persela Lamongan.

### Nazionale
Ha debuttato in nazionale nel 2004. Ha messo a segno la sua prima rete con la maglia della nazionale l'8 gennaio 2005, in Indonesia-Singapore (1-3), gara di andata della finale dell'AFF Cup 2005, in cui ha siglato la rete del definitivo 1-3 al minuto 94. Ha partecipato, con la Nazionale, alla Coppa d'Asia 2007. Ha collezionato in totale, con la maglia della Nazionale, 20 presenze e una rete.